# Jazīrat Shākir
Jazīrat Shākir är en ö i Egypten.   Den ligger i guvernementet Al-Bahr al-Ahmar, i den östra delen av landet, 400 km sydost om huvudstaden Kairo. Arean är 43 kvadratkilometer.
Terrängen på Jazīrat Shākir är lite kuperad. Öns högsta punkt är 274 meter över havet. Den sträcker sig 10,1 kilometer i nord-sydlig riktning, och 12,3 kilometer i öst-västlig riktning.